# Robert Regout
Edmond Robert Hubert Regout, né le 4 juin 1863 à Maastricht et mort le 18 janvier 1913 à La Haye, est un juriste et homme politique. Il est le fils de Louis Regout (1832-1905).

## Mandats et fonctions
- Membre de la seconde Chambre des États généraux du royaume des Pays-Bas (province de Limbourg) : 1905-1910
- Ministre de la Justice : 1909-1913

## Publications
- "Het stelsel van beheer van den faillieten boedel. Vergelijkende rechtsstudie" (1886)

## Distinctions
- Commandeur de l'ordre d'Orange-Nassau